# Дембова (Опольське воєводство)
Дембова (пол. Dębowa, нім. Eichungen, before 1935: Dembowa) — село в Польщі, у гміні Ренська Весь Кендзежинсько-Козельського повіту Опольського воєводства.
Населення — 193 особи (2011).

## Демографія
Демографічна структура станом на 31 березня 2011 року:
|          | Загалом | Допрацездатний вік | Працездатний вік | Постпрацездатний вік |
| -------- | ------- | ------------------ | ---------------- | -------------------- |
| Чоловіки | 99      | 24                 | 61               | 14                   |
| Жінки    | 94      | 25                 | 50               | 19                   |
| Разом    | 193     | 49                 | 111              | 33                   |